# Red Kelly
Red Kelly, właśc. Leonard Patrick Kelly (ur. 9 lipca 1927 w Simcoe, w Ontario, zm. 2 maja 2019 w Toronto) – hokeista i trener kanadyjski, gracz ligi NHL w latach 1947–1967. Ośmiokrotny zdobywca Pucharu Stanleya. W 1969 wybrany do Galerii Sław Hokeja.

## Kariera klubowa
- St. Michael's College (1946 – 1947)
- Detroit Red Wings (1947 – 10.02.1960)
- Toronto Maple Leafs (10.02.1960 – 1967)

W trakcie startów w lidze NHL reprezentował Detroit Red Wings i Toronto Maple Leafs. Wystąpił w 1316 spotkaniach sezonu zasadniczego. Zdobył 281 bramek i zanotował 542 asysty. Rozegrał 164 spotkania w play-offach strzelając 33 bramki i asystując przy 59.

## Kariera trenerska
- Los Angeles Kings (1967–1969) – główny trener
- Pittsburgh Penguins (1969–1973) – główny trener
- Toronto Maple Leafs (1973–1977) – główny trener

## Sukcesy
Klubowe
- Puchar Stanleya: 1950, 1952, 1954, 1955 z Detroit Red Wings, 1962, 1963, 1964, 1967 z Toronto Maple Leafs

Indywidualne
- Lady Byng Memorial Trophy: 1951, 1953, 1954, 1961
- James Norris Memorial Trophy: 1954